# Skovfirben
Almindeligt Firben eller Skovfirben (latin: Zootoca vivipara), tidligere Lacerta vivipara. Den er i gennemsnit 15-20 cm. lang, hvoraf halen udgør halvdelen. De fleste af artens populationer føder levende unger, i modsætning til de fleste andre øgler, der lægger æg.
Skovfirben er fredet i Danmark 